# Trentepohlia (Plesiomongoma) callinota
Trentepohlia (Plesiomongoma) callinota is een tweevleugelige uit de familie steltmuggen (Limoniidae). De soort komt voor in het Oriëntaals gebied.